# Tag fat
|  | Denne artikel er oprettet af botten Steenthbot ud fra en ekstern database. Den kan derfor have sproglige fejl eller mangler. Denne skabelon kan fjernes efter kontrol af indholdet. |

Tag fat er en dansk dokumentarfilm fra 1979 instrueret af Birgit Juul Nielsen.

## Handling
En dokumentarfilm om Jytte, som er en kvinde i 30erne, som er opvokset og bosat i Sønderjylland.Jyttes liv, baggrund, nuværende situation og udvikling rummer både noget meget mere egns- og miljøspecifikt og noget generelt for kvinder. ...